# Г'юелл Гоузер
Г'юелл Бернлі Гоузер (англ. Huell Burnley Howser; 18.10.1945 — 7.1.2013) — американський комік, теле- та кіноактор, режисер, сценарист, музикант.

## Фільмографія
- 2011 — «Вінні-Пух» англ. Winnie the Pooh